# Вільянуева-де-Кампеан
Вільянуева-де-Кампеан (ісп. Villanueva de Campeán) — муніципалітет в Іспанії, у складі автономної спільноти Кастилія-і-Леон, у провінції Самора. Населення — 142 особи (2010).
Муніципалітет розташований на відстані близько 200 км на північний захід від Мадрида, 16 км на південь від Самори.

## Демографія
Динаміка населення (INE ):